# Crazy for Football
Crazy for Football è un film documentario italiano del 2016 diretto da Volfango De Biasi, vincitore di un David di Donatello per il miglior documentario. Il film è stato realizzato con il sostegno della Regione Lazio Fondo regionale per il cinema e l'audiovisivo, con il patrocinio della Federazione Italiana Giuoco Calcio (FIGC) e con il sostegno della Fondazione Roma Lazio Film Commission.

## Trama
Il documentario racconta la storia di un gruppo di pazienti psichiatrici provenienti da diversi dipartimenti di salute mentale di tutta Italia, uniti da un sogno: quello di partecipare ai mondiali per pazienti psichiatrici a Osaka, in Giappone.
Accompagnati dallo psichiatra Santo Rullo e coordinati da Enrico Zanchini (allenatore) e dall'ex pugile Vincenzo Cantatore (preparatore atletico), il gruppo di pazienti affronterà diverse sfide sul campo. L'obiettivo per ognuno di essi sarà quello di riuscire ad entrare nella rosa finale dei 12 giocatori che parteciperanno al ritiro e, successivamente, al campionato mondiale.

## Il progetto
Il documentario prende spunto dal lavoro svolto da Santo Rullo, presidente dell'associazione italiana di psichiatria sociale, ispirato dall’idea dello psichiatra Mauro Raffaeli, la cui storia è raccontata in un altro piccolo documentario autoprodotto, dal nome Matti per il calcio, sempre diretto da Volfango De Biasi in collaborazione con Francesco Trento nel 2004.
L'obiettivo dell'esperimento sociale di Rullo e dei suoi collaboratori è quello di portare avanti le conquiste della legge Basaglia, tra i cui obiettivi primari vi era quello del reinserimento sociale dei pazienti che hanno subìto trattamenti psichiatrici. Il calcio - in questo specifico contesto - assume una duplice funzione per i pazienti: da un lato una forma di riavvicinamento al proprio ambiente, dall'altro uno spazio dove il rispetto delle regole e dell'altro apre la strada a un vero e proprio recupero sociale.
Dal lavoro svolto con il primo campionato del mondo in Giappone, due anni dopo, si è svolta a Roma la seconda edizione, ribattezzata "Dream World Cup" e vinta dalla Nazionale Azzurra.

## Riconoscimenti
Il film è riconosciuto di interesse culturale con contributo economico del Ministero dei beni e delle attività culturali e del turismo - Direzione generale cinema.